# Aba Péter
Aba Péter (? – 1294 után) országbíró 1279-től 1281 áprilisáig.

## Élete
Az Aba nemzetség Széplaki ágából származott. Aba Dávid ispán, az Aba nemzetség Amadé-ágának első ismert tagjának fia. Két fiútestvére (Aba Amadé és Aba Finta nádorok) és egy leánytestvére volt. Gyermeke nem született. IV. László király uralkodása idején testvéreivel együtt aktívan részt vett a bárói csoportok közötti trónharcokban, a nemzetség egyik hatalomra jutása során töltötte be az országbírói méltóságot. 1274-79-ben lovászmester, egyúttal 1274-75-ben szolgagyőri, 1276-ban hátszegi, 1277-ben somlyói, 1279 szebeni ispán. 1281 és 1283 között tárnokmester.
Kun László halála után (1290) az új magyar király, III. András mellé állt. 1291-ben kitüntette magát az osztrák herceg elleni hadjáratban. 1294-ben részt vett a királynak a Borsa nemzetség elleni hadjáratában, amikor Adorján váránál súlyosan megsebesült. Fiú örökös híján Péter javait öccse, Aba Amadé örökölte.